# أليكسيس تروخيو
أليكسيس تروخيو (بالإسبانية: Alexis Trujillo)‏ (30 يوليو 1965 بلاس بالماس دي غران كناريا في إسبانيا - ) هو لاعب كرة قدم إسباني في مركز الوسط. لعب مع ريال بيتيس ونادي تينيريفي ونادي لاس بالماس وUniversidad de Las Palmas CF ‏.

## روابط خارجية
- أليكسيس تروخيو على موقع قاعدة بيانات كرة القدم.إي يو (الإنجليزية)
- أليكسيس تروخيو على موقع Soccerway.com (الإنجليزية)
- أليكسيس تروخيو على موقع عالم كرة القدم.نت (الإنجليزية)